# Fußball-Bundesliga/Rekorde/SV Waldhof Mannheim
Der Artikel Fußball-Bundesliga/Rekorde/SV Waldhof Mannheim listet die vereinsspezifischen Rekorde des SV Waldhof Mannheim auf, die mit Bezug auf die Zugehörigkeit zur deutschen Fußball-Bundesliga gehalten werden.
Der Verein ist aktuell kein Bundesligist (Stand: Saison 2025/26).
Siehe auch: 

## Vorbemerkung
Es besteht eine Unterteilung zwischen Positiv- und Negativrekorden sowie vereinsinternen Bestmarken. Weitere Rekorde, die dem Verein nicht zuzuordnen sind, werden im Hauptartikel unter „Allgemein“ gelistet. Dort bestehen zudem die Rubriken „Trainerspezifische Rekorde“, „Schiedsrichterspezifische Rekorde“ sowie „Sonstige Rekorde“. Es besteht außerdem die Möglichkeit „In nächster Zeit möglicherweise fallende Bestmarken“ im unteren Bereich der Hauptseite festzuhalten, bzw. die neuen Rekorde an die passenden Stellen einzusortieren. Wenn möglich, wird zu einem Positivrekord auch der Negativrekord als Gegenstück gelistet (und andersrum). Die Liste erhebt keinen Anspruch auf Vollständigkeit.

## SV Waldhof Mannheim
Aktuelle Platzierung in der Ewigen Tabelle der Fußball-Bundesliga: Platz 31 von 58 (Stand: 34. Spieltag 2024/25)

### Positivrekorde
- meiste Unentschieden in Folge: 8 (1985)[2]
- meiste Strafstöße in einem Spiel erhalten: 4 (beim 4:3-Sieg gegen den 1. FC Kaiserslautern, am 15. April 1987)[3][4]
  - Fritz Walter (2:1, 31. Minute)
  - Fritz Walter (verschossen, 34. Minute)
  - Jörg Neun (verschossen, 82. Minute)
  - Fritz Walter (4:3, 89. Minute)

### Negativrekorde
- jüngster Spieler, der eine rote Karte erhielt: Maurizio Gaudino (17 Jahre, 8 Monate und 27 Tage)[5]

### Vereinsintern
- Rekordspieler: Uwe Zimmermann (215 Einsätze)[6]
- Rekordfeldspieler: Roland Dickgießer (208 Einsätze)[6]
- Rekordtorschütze: Fritz Walter (55 Tore)[7]
- erster Torschütze: Alfred Schön (1:0 in der 7. Minute, beim 2:0-Sieg über Werder Bremen am 1. Spieltag 1983/84)[8]
- erster Sieg: 2:0 (im ersten Spiel, gegen Werder Bremen am 1. Spieltag 1983/84)[8]
- jüngster Spieler: Christian Wörns (17 Jahre, 3 Monate und 30 Tage)[9]
- ältester Spieler: Günter Sebert (39 Jahre und 19 Tage)[9]